# Saint-Vigor-des-Monts
Saint-Vigor-des-Monts é uma comuna francesa na região administrativa da Normandia, no departamento Mancha. Estende-se por uma área de 15,56 km². Em 2010 a comuna tinha 290 habitantes (densidade: 18,6 hab./km²).